# Hellevi Nilsson-Kjellhard
Hellevi Roxanne Nilsson-Kjellhard, född 23 augusti 1903 i Hannas församling, Kristianstads län, död 20 mars 1994 i Tomelilla församling, Kristianstads län, var en svensk textilkonstnär.
Hon var dotter till handlaren Per Nilsson och Hanna Matsson och från 1955 gift med kyrkoadjunkten Hugo Manfred Kjellhard. Hon studerade målning för Gerhard Wihlborg och textilkonst för Agda Österberg samt självstudier i Italien. Separat ställde hon ut i Lund 1949 och hon medverkade i Svenska slöjdföreningens samlingsutställningar i Malmö. Hennes konstnärliga verksamhet ligger helt inom det kyrkotextila området och hon har komponerat antependier, mässhakar, kormattor, altarmattor och altarbrun. För Möllevångens kyrka i Malmö utförde hon altarmattan Med pelarstoder tolv, samt en mässhake för Surteby kyrka och kyrklig textil i bland annat Dagsbergs, Revinge, Hannas, Forsbacka kyrkor. Nilsson var representerad i en utställning 2005 på Tomelilla konsthall.